# Orlando Barbosa de Carvalho
Orlando Barbosa de Carvalho, ou apenas Orlando Carvalho, (Amarante, 30 de novembro de 1878 – Teresina, 14 de outubro de 1967) foi um comerciante, agricultor e político brasileiro, outrora deputado estadual pelo Piauí.

## Dados biográficos
Filho de Raimundo Barbosa de Carvalho e Júlia Maria Gonçalves. Comerciante, foi o primeiro presidente da Associação de Comércio, Indústria e Agricultura Oeirense (ASCOM), fundada em 30 de maio de 1926. Prefeito de Oeiras durante o Estado Novo, elegeu-se deputado estadual via UDN em 1947 e 1950, figurando como suplente antes de conquistar um novo mandato em 1958.
Pai de Carvalho Neto e Walmor Carvalho, avô de Benedito Sá, bisavô de Bessah Filho e irmão de João Ribeiro de Carvalho.